# تياغو كوستا
تياغو كوستا هو لاعب كرة قدم برتغالي في مركز الدفاع، ولد في 22 أبريل 1985 في لشبونة في البرتغال. شارك مع منتخب البرتغال تحت 18 سنة لكرة القدم. أما مع النوادي، فقد لعب مع أولمبياكوس نيقوسيا وإشتوريل برايا وبولتيهنيكا تيميسوارا وفيتوريا سيتوبال وفيهرين ساندانسكي ونادي ريو أفي ونادي فارزيم ونادي ليتشويس وهابوعيل تل أبيب وهارت أوف ميدلوثيان.

## وصلات خارجية
- تياغو كوستا على موقع قاعدة بيانات كرة القدم.إي يو (الإنجليزية)
- تياغو كوستا على موقع Soccerbase.com (لاعب) (الإنجليزية)
- تياغو كوستا على موقع Soccerway.com (الإنجليزية)